# Інджирлік (авіабаза)

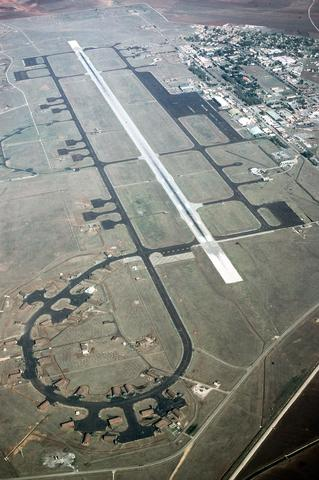
Вигляд авіабази Інджирлік з повітря, приблизно 1987 рік

Авіабаза Інджирлік (англ. Incirlik Air Base, тур. İncirlik Hava Üssü) (IATA: UAB, ICAO: LTAG) — американська авіабаза загальною площею 1335 га, розташована в районі Інджирлік міста Адана в Туреччині. Військова база знаходиться серед міських районів з населенням 1,7 мільйона чоловік, за 10 км від центру міста, та за 32 км від узбережжя Середземного моря. Основними користувачами авіабази є ВПС США та ВПС Туреччини, базою також користуються Королівські повітряні сили Великої Британії, Королівські військово-повітряні сили Саудівської Аравії та військово-повітряні сили інших країн-союзників.
Авіабаза Інджирлік є основною базою для 10 крила (Ana Jet Üs або AJÜ) 2-го командування (Hava Kuvvet Komutanlığı) турецьких ВПС (Türk Hava Kuvvetleri). Інші крила цього командування знаходяться на авіабазах Мерзифон (LTAP), Малатья/Erhaç (LTAT) та Діярбакир (LTCC).
Відомо, що на базі зберігається тактична ядерна зброя США.

## Історія

### 2017
Після невдалої спроби державного перевороту в 2016 році відносини між Туреччиною та деякими країнами Заходу помітно погіршились.
В першій половині 2017 року було заборонено німецьким політикам та державним службовцям відвідання німецького контингенту Бундесверу розташованого на базі. Спроби налагодити діалог та отримати дозвіл зазнали невдачі та 7 червня 2017 року уряд Німеччини ухвалив рішення передислокувати весь контингент (близько 280 військових) разом з 6 розвідувальними літаками Tornado та літаком-заправником на базу Асрак в Йорданії неподалік південного кордону з Сирією. Через передислокацію німецькі військові не братимуть участь у військовій операції проти ІДІЛ протягом близько двох місяців. 21 червня 2017 року Бундестаґ переважною більшістю голосів затвердив рішення про виведення німецького контингенту з авіабази.
Суперечки між Берліном та Анкарою стались через те, що Німеччина надала притулок низці турецьких військових та інших громадян, яких Анкара звинувачує в участі в невдалій спробі перевороту. Також напруженість у відносинах існує через ув'язнення в Туреччині двох німецьких журналістів, а перед тим через рішення німецького уряду заборонити на території ФРН агітаційні кампанії турецьких політиків серед громадян Туреччини з закликами підтримати голосуванням на конституційному референдумі, що відбувся раніше 2017 року.
28 вересня 2017 року німецькі військові покинули базу та завершили передислокацію до авіабази аль-Асрак в Йорданії